# Sergiño Dest
Sergiño Gianni Dest (* 3. November 2000 in Almere, Niederlande) ist ein US-amerikanisch-niederländischer Fußballspieler. Der Außenverteidiger steht seit Juli 2024 bei der PSV Eindhoven unter Vertrag und ist US-amerikanischer Nationalspieler.

## Karriere

### Vereine
Dest, einziger Sohn eines in New York City geborenen surinamisch-US-amerikanischen Angehörigen der US-Armee und einer niederländischen Mutter, wuchs in seiner Geburtsstadt Almere, der größten Stadt der Provinz Flevoland, auf. Aufgrund der Nähe zur niederländischen Hauptstadt Amsterdam war der Junge schon früh Fan von Ajax, wurde aber im Jahr 2009 mit neun Jahren zunächst bei Almere City angemeldet.

#### Ajax Amsterdam
Er spielte bis 2012 für Almere und wechselte dann in die Nachwuchsakademie von Ajax Amsterdam. Dort begann der mittlerweile Zwölfjährige zunächst als Flügelstürmer, wechselte jedoch bald freiwillig in die Verteidigung. Nach fünf Einsätzen und einem Tor für die Reservemannschaft Jong Ajax in der zweitklassigen Eerste Divisie erhielt Dest am 10. Dezember 2018 im Alter von 18 Jahren einen bis zum 30. Juni 2021 gültigen Profivertrag, der zum 1. Januar 2019 in Kraft trat. Am 27. Juli 2019 erfolgte beim 2:0-Heimsieg im Supercup gegen den Rivalen PSV Eindhoven sein erstes Spiel für die Profimannschaft. Rasch war der Jungspieler auf der rechten defensiven Außenbahn als Gegenpart zu Nicolás Tagliafico auf Links als Teil der Viererkette gesetzt. Das Team musste im Schnitt nur ein Gegentor pro Ligaspiel hinnehmen, was lediglich der Zweitplatzierte AZ Alkmaar noch toppen konnte, und schloss die vorzeitig aufgrund der COVID-19-Pandemie beendete Saison 2019/20 als Erster ab. Ein Meistertitel wurde jedoch nicht vergeben und auch in seiner ersten Spielzeit im Europapokal scheiterte Dest mit Ajax erst in der Champions-League-Gruppenphase und anschließend in der Zwischenrunde der Europa League.

#### Einmal Ausland und zurück
Anfang Oktober 2020 wechselte Dest für eine Ablösesumme in Höhe von 21 Millionen Euro, die sich um bis zu 5 Millionen Euro erhöhen kann, in die spanische Primera División zum FC Barcelona. Der 19-Jährige unterschrieb einen Vertrag bis zum 30. Juni 2025, dessen in Spanien obligatorische Ausstiegsklausel bei 400 Millionen Euro liegt.
Am 1. September 2022, dem letzten Tag der Transferperiode, wechselte Dest bis zum Ende der Saison 2022/23 auf Leihbasis mit Kaufoption in die italienische Serie A zum amtierenden Meister AC Mailand. Sein Debüt für Milan absolvierte er wenige Tage nach seinem Transfer beim 1:1-Unentschieden in der UEFA Champions League gegen RB Salzburg, als er in der 57. Spielminute für Davide Calabria eingewechselt wurde. In der ersten Hälfte der Saison kam Dest noch gelegentlich zu kurzen Einsätzen, während er in der zweiten Hälfte überhaupt keine Rolle mehr spielte. Wettbewerbsübergreifend bestritt er in der Spielzeit 2022/23 14 Pflichtspiele für Milan, wobei er nur bei 4 davon in der Startelf stand.
Nachdem die Kaufoption von Milan nicht gezogen worden war, kehrte Dest zur Sommervorbereitung 2023 nach Barcelona zurück. Unter dem Cheftrainer Xavi sollte er jedoch erneut keine Rolle spielen. Dest wechselte daher Ende August 2023 bis zum Ende der Saison 2023/24 auf Leihbasis zurück in die Niederlande zur PSV Eindhoven, die anschließend über eine Kaufoption verfügt. Es dauerte nicht lange, da wurde er Stammspieler und wurde dabei vorwiegend als linker Außenverteidiger eingesetzt. Die Eindhovener, trainiert von Peter Bosz, waren von Anfang an Tabellenführer und sicherten sich schließlich die niederländische Meisterschaft. Zu diesem Erfolg steuerte Dest sechs Vorlagen und zwei selbst erzielte Tore bei. Das Saisonende verpasste er allerdings aufgrund eines Kreuzbandrisses. Im Sommer 2024 wurde Dest fest verpflichtet und in der Folge unterzeichnete er einen Vertrag bis 2028.

### Nationalmannschaft
Dest nahm mit der US-amerikanischen U17-Nationalmannschaft an der U17-WM 2017 in Indien teil und kam mit dieser im Turnierverlauf zu vier Einsätzen. Die Mannschaft schied im Viertelfinale gegen den späteren Titelträger England aus, wobei Dest in dieser Partie Rot sah.
Bei der U20-WM 2019 in Polen kam er für die US-amerikanische Auswahl ebenfalls zu vier Einsätzen und schied mit dem Team im Viertelfinale gegen Ecuador aus. Bereits ein halbes Jahr zuvor war der Verteidiger mit der Mannschaft ohne Niederlage Sieger der U20-CONCACAF-Meisterschaft geworden, wobei er an den letzten drei Partien, die alle zu Null ausgingen, mitwirkte.
Dest erklärte, sich aufgrund der positiven Erfahrungen mit dem Verband sowie des Potenzials des US-amerikanischen Fußballs dazu entschieden zu haben, für die Vereinigten Staaten aufzulaufen.
Am 7. September 2019 debütierte er in der A-Nationalmannschaft der Vereinigten Staaten von Beginn an. Bei der 0:3-Niederlage in East Rutherford im Testspiel gegen die Nationalmannschaft Mexikos wurde er nach 68 Minuten für Daniel Lovitz ausgewechselt.

## Erfolge
Nationalmannschaft
- U20-CONCACAF-Meister: 2019
- CONCACAF-Nations-League-Sieger: 2019–21, 2022/23

Ajax Amsterdam
- Niederländischer B-Jugendmeister: 2017
- Niederländischer A-Jugendmeister: 2019
- Niederländischer A-Jugendpokalsieger: 2019
- Niederländischer Supercupsieger: 2019

FC Barcelona
- Spanischer Pokal: 2021

PSV Eindhoven
- Niederländischer Meister:2024

## Spielweise
Dest wird hauptsächlich als Verteidiger eingesetzt. Er kann beide defensive Flügel bespielen, bevorzugt selbst jedoch die rechte Seite. Tab Ramos, der den Spieler in der US-amerikanischen U20 trainierte, verglich ihn mit den brasilianischen Außenverteidigern Marcelo und Dani Alves. Ähnlich der beiden wäre Dest eine Art „Spielmacher“ mit Offensivdrang. Dave van den Bergh, Ramos’ damaliger Assistent, lobte hingegen Dests Fähigkeit, sich mit dem Ball bereits in der eigenen Hälfte durch geschicktes Dribbling vom Gegner zu lösen.
Auch Brian Tevreden, unter dem Dest in der Ajax-Jugend vom offensiven Flügelspieler zum Außenverteidiger umgeschult wurde, erkannte früh, dass dieser im Gegensatz zu anderen Abwehrspielern Stärken im Spielaufbau mit dem Ball bewies. So kann Dest entweder mit klugen Pässen oder schnellen Dribblings glänzen.
Aufgrund seiner Vergangenheit als Flügelstürmer schrieb die AZ dem US-Amerikaner Schwächen in der Rückwärtsbewegung zu, wohingegen dessen Trainer bei Ajax, Erik ten Hag, sowohl eine Verbesserung in Dests Offensiv- wie Defensivspiel ausmachen konnte.